# Polyschides miamiensis
Polyschides miamiensis är en blötdjursart som först beskrevs av Henderson 1920.  Polyschides miamiensis ingår i släktet Polyschides och familjen Gadilidae. Inga underarter finns listade i Catalogue of Life.